# Mistrzostwa Świata w Szermierce 1978
Mistrzostwa Świata w Szermierce 1978 – 43. edycja mistrzostw odbyła się w niemieckim mieście Hamburg.

## Klasyfikacja medalowa
| Lp. | Państwo        | złoto | srebro | brąz | Razem |
| --- | -------------- | ----- | ------ | ---- | ----- |
| 1   | ZSRR           | 3     | 4      | 1    | 8     |
| 2   | Węgry          | 2     | –      | –    | 2     |
| 3   | Francja        | 1     | 2      | –    | 3     |
| 4   | Polska         | 1     | 1      | –    | 2     |
| 5   | RFN            | 1     | –      | 2    | 3     |
| 6   | Czechosłowacja | –     | 1      | –    | 1     |
| 7   | Włochy         | –     | –      | 2    | 2     |
| –   | Szwecja        | –     | –      | 2    | 2     |
| 9   | Rumunia        | –     | –      | 1    | 1     |

## Medaliści

### Mężczyźni
| Złoto                                                                                        | Srebro                                                                                                | Brąz |
| Floret                                                                                       | | |
| Didier Flament                                                                               | Aleksandr Romankow                                                                                    | Harald Hein                                                                                                  |
| Polska · Bogusław Zych · Adam Robak · Arkadiusz Godel · Marian Sypniewski · Leszek Martewicz | Francja · Didier Flament · Frédéric Pietruszka · Bruno Boscherie · Philippe Bonin · Pascal Jolyot     | ZSRR · Aleksandr Romankow · Władimir Smirnow · Władimir Dienisow · Władimir Łapicki · Sabirżan Ruzijew       |
| Szpada                                                                                       | | |
| Alexander Pusch                                                                              | Philippe Riboud                                                                                       | Hans Jacobson                                                                                                |
| Węgry · Csaba Fenyvesi · Ernő Kolczonay · Jenő Pap · István Osztrics · Győző Kulcsár         | ZSRR · Boris Łukomski · Aszot Karagjan · Leonid Dunajew · Aleksandr Abuszachmietow · Walerij Chondogo | Szwecja · Johan Harmenberg · Rolf Edling · Göran Malkar · Hans Jacobson · Carl von Essen                     |
| Szabla                                                                                       | | |
| Wiktor Krowopuskow                                                                           | Michaił Burcew                                                                                        | Michele Maffei                                                                                               |
| Węgry · Imre Gedővári · Pál Gerevich · Ferenc Hammang · Zoltán Nagyházi · György Nébald      | ZSRR · Michaił Burcew · Władimir Nazłymow · Wiktor Krowopuskow · Aleksandr Nikiszyn · Wiktor Bażenow  | Włochy · Michele Maffei · Angelo Arcidiacono · Mario Aldo Montano · Gianfranco Dalla Barba · Tommaso Montano |

### Kobiety
| Złoto | Srebro | Brąz |
| Floret | | |
| Walentina Sidorowa                                                                                        | Katarína Ráczová                                                                                                 | Cornelia Hanisch                                                                                           |
| ZSRR · Olga Kniaziewa · Walentina Sidorowa · Naila Gilazowa · Jelena Nowikowa-Biełowa · Łarisa Cagarajewa | Polska · Jolanta Królikowska · Barbara Wysoczańska · Agnieszka Dubrawska · Delfina Skąpska · Małgorzata Bugajska | Rumunia · Suzana Ardeleanu · Viorica Țurcanu · Magdalena Chezan · Marcela Moldovan-Zsak · Adriana Dragomir |